# 284 (číslo)
Dvě stě osmdesát čtyři je přirozené číslo, které následuje po čísle dvě stě osmdesát tři a předchází číslu dvě stě osmdesát pět. Římskými číslicemi se zapisuje CCLXXXIV  a řeckými číslicemi σπδ.

## Matematika
284 je:
- Deficientní číslo
- Nešťastné číslo
- Nepříznivé číslo

## Doprava
- Silnice II/284 je česká silnice II. třídy vedoucí na trase II/325 – Miletín – Lázně Bělohrad – Nová Paka – Lomnice nad Popelkou[1][2]

## Astronomie
- (284) Amalia je planetka hlavního pásu, kterou objevil v roce 1889 Auguste Charlois

## Roky
- 284
- 284 př. n. l.